# Medicinsk filosofi
Medicinsk filosofi är ett delämne av filosofin som särskilt ägnar sig åt den medicinska vetenskapen. Ett framträdande delämne av den medicinska filosofin är medicinsk etik. Andra viktiga delämnen är ontologi och epistemologi.
Liksom de flesta grenar av filosofin, kan den medicinska filosofin spåras till den grekiska antiken. Dock har det som självständigt ämne inte äldre historia än 1800-talet. Ett av de tidigaste verken i ämnet är Elisha Bartletts Essay on the Philosophy of Medical Science från 1844.
Metafysiska frågeställningar inom ämnet är t.ex. att definiera grundläggande begrepp såsom hälsa samt dess betingelser. Den metafysiska skolbildningen kan vara reduktionistisk eller holistisk, och antingen härleda ett tillstånd till ingående delar eller se delarna i större sammanhang. Kausalitet är ett viktigt område, som studerar korrelationer, slump och orsakssamband.
Allmänna filosofiska frågeställningar, metoder och teorier påverkar också den medicinska filosofin, till exempel valet av vetenskapsteori och vetenskaplig metod. Dock har Ockhams rakkniv varit svårare att tillämpa inom medicinen, i synnerhet för patofysiologin. Frågor om den fria viljan är återkommande dryftat, till exempel vård till tvångsintagna, avslutande av livsuppehållande behandling, och vård vid livets slutskede.